# Abelardo Leão Conduru
Abelardo Leão Conduru (Belém, 17 de fevereiro de 1889 – Rio de Janeiro, 6 de fevereiro de 1977) foi um político brasileiro.
Filho de Filipe Oliveira Conduru e Francisca Belina Leão Conduru, era filiado ao Partido Republicano Federal, foi eleito em 1923 deputado estadual no Pará, cumprindo o mandato até 1926, e foi reeleito em 1930. Foi eleito senador pelo Pará nas Eleições gerais no Brasil em 1935.